# Xã Van Buren, Quận Fountain, Indiana
Xã Van Buren (tiếng Anh: Van Buren Township) là một xã thuộc quận Fountain, tiểu bang Indiana, Hoa Kỳ. Năm 2010, dân số của xã này là 2.972 người.